# Haapajärvi
Haapajärvi – miasto i gmina zlokalizowana w prowincji Oulu.
Populacja gminy wynosi 8 083. Gmina ta zajmuje 789,71 km², z czego 8,18 km² zajmuje woda. Gęstość zaludnienia tej gminy wynosi 10,2 mieszkańca na km².
Z miasta tego pochodzi Mika Myllylä, fiński biegacz narciarski, 6-krotny medalista olimpijski oraz 4-krotny mistrz świata.